# محمد أمين (عداء)
محمد أمين (من مواليد 25 مارس 1976) هو عداء مغربي متخصص في المسافات الطويلة.

## أرقام شخصية
- 1500 متر - 3:34.81 دقيقية (1999)
- 3000 متر - 7:35.35 دقيقية (2001)
- 5000 متر - 13:01.98 دقيقية (2002)
- 10,000 متر - 27:22.67 دقيقية (2005)
- نصف المارثون - 1:01:31 ساعة (2006)

## روابط خارجية
- محمد أمين على موقع الاتحاد الدولي لألعاب القوى (الإنجليزية)
- محمد أمين على موقع اللجنة الأولمبية الدولية (الإنجليزية)
- محمد أمين على موقع أوليمبيديا (الإنجليزية)